# Pinehurst (Oregon)
Pinehurst (korábban Pioneer majd Shake) az Amerikai Egyesült Államok északnyugati részén, Oregon állam Jackson megyéjében, az Oregon Route 66 mentén elhelyezkedő önkormányzat nélküli település.

## Története
A település a Rogue-völgy és a Klamath-medence közötti egykori postakocsi-útvonal mentén fekszik; a Green Springs Highway a korábbi Applegate Trail mentén fekszik. A helység neve a pine (fenyő) és a hurst (fák) szavak összetételéből, valamint a sárgafenyő-övezetben való elhelyezkedéséből származik.
Pioneer postahivatala 1878 és 1882 között működött, majd Shake-é 1886-ban nyílt meg. A település 1911-ben vette fel a Pinehurst nevet. 1915-ben húszan éltek itt, és iskola is működött; 1940-re a lakosságszám tíz főre csökkent. A helyi fogadó a Greyhound Lines Ashland és Klamath Falls közötti autóbuszainak pihenőhelye volt, azonban leégett. 1990-re már csak az OR 66 megépültekor létesített kétszintes pihenőhely állt; a faházban 2010-ben fogadó üzemelt, de azóta bezárt.
Az 1904-ben épült postakocsi-megállót 2016-ban eladták.

## Éghajlat
A település éghajlata mediterrán (a Köppen-skála szerint Csb).

## Oktatás
A Pinehursti Tankerület egyetlen intézménye Lincolnban található. Az iskolát a megye historikus jelentőségűnek nyilvánította.

## Fordítás
- Ez a szócikk részben vagy egészben  a   Pinehurst, Oregon című angol Wikipédia-szócikk ezen változatának fordításán alapul.  Az eredeti cikk szerkesztőit annak laptörténete sorolja fel. Ez a jelzés csupán a megfogalmazás eredetét és a szerzői jogokat jelzi, nem szolgál a cikkben szereplő információk forrásmegjelöléseként.